# Trener roku II ligi polskiej w koszykówce mężczyzn
Trener roku II ligi polskiej w koszykówce mężczyzn – nagrody przyznawane corocznie od sezonu 2015/2016 najlepszym trenerom poszczególnych grup II ligi koszykówki męskiej w Polsce, reprezentującej III poziom rozgrywkowy w kraju. Wyboru dokonują trenerzy drużyn II ligi. Według regulaminu trenerzy nie mogą głosować na samych siebie.

## Laureaci
| Sezon     | Grupa A                                      | Grupa B                                                | Grupa C                                                | Grupa D                                            |
| --------- | -------------------------------------------- | ------------------------------------------------------ | ------------------------------------------------------ | -------------------------------------------------- |
| 2015/2016 | Sebastjan Krašovec (Asseco II Gdynia)        | Przemysław Łuszczewski (domlublin.pl AZS UMCS Lublin)  | Wojciech Bychawski (AGH Kraków)                        | Łukasz Grudniewski (Jamalex Polonia 1912 Leszno)   |
| 2016/2017 | Mariusz Niedbalski (SMS PZKosz Władysławowo) | Andrzej Kierlewicz (KK Warszawa)                       | Rafał Knap (R8 Basket AZS Politechnika Kraków)         | Dominik Tomczyk (WKS Śląsk Wrocław)                |
| 2017/2018 | Przemysław Bieliński (Decka Pelplin)         | Przemysław Łuszczewski (AZS UMCS Lublin)               | Wojciech Bychawski (AZS AGH Kraków)                    | Marcin Radomski (Górnik Trans.eu Wałbrzych)        |
| 2018/2019 | Kazimierz Rozwadowski (Politechnika Gdańska) | Marek Popiołek (KK Warszawa)                           | Mirosław Stawowski (AZS AWF Mickiewicz Romus Katowice) | Dominik Tomczyk (Weegree AZS Politechnika Opolska) |
| 2019/2020 | Milos Mitrović (Arka AMW II Gdynia)          | Przemysław Łuszczewski (U!NB AZS UMCS Start II Lublin) | Piotr Piecuch (TS Wisła Platinium Kraków)              | Tomasz Jankowski (Exact Systems Śląsk II Wrocław)  |
| 2020/2021 | Milos Mitrović (AMW Asseco Arka Gdynia)      | Przemysław Łuszczewski (UNB AZS UMCS Start Lublin)     | Wojciech Bychawski (AZS AGH Kraków)                    | Jędrzej Jankowiak (Rycerze Rydzyna)                |
| 2021/2022 | Przemysław Szurek (Enea Basket Poznań)       | Andrzej Kierlewicz (KKS Polonia Warszawa)              | Mariusz Bacik (BS Polonia Bytom)                       | Jędrzej Jankowiak (Rycerze Rydzyna)                |
| 2022/2023 | Piotr Zych (ŁKS Coolpack Łódź)               | Michał Spychała (Znicz Basket Pruszków)                | Łukasz Szczypka (AZS AWF Mickiewicz Romus Katowice)    | Marcin Lichtański (KS 27 Katowice)                 |